# Đặng Tụy Văn
Đặng Tụy Văn (sinh ngày 2 tháng 3 năm 1966), là nữ diễn viên truyền hình Hồng Kông được biết đến qua các phim truyền hình của đài TVB và ATV. Mặc dù là diễn viên của TVB, Đặng Tụy Văn không ký hợp đồng dài hạn với công ty mà chỉ có hợp đồng theo từng phim. Các bộ phim truyền hình ăn khách của TVB mà cô tham gia bao gồm Thâm cung nội chiến, Đáng mặt nữ nhi, Thử thách hôn nhân, Xứng danh tài nữ và Nghĩa hải hào tình.

## Sự nghiệp
Năm 1984, Đặng Tuy Văn tham gia lớp diễn xuất của TVB và bắt đầu đóng vai chính cho bộ phim Tiết Nhơn Quý chinh Đông của TVB.
Năm 2004, Đặng Tuy Văn được đề cử giải "Diễn viên nữ xuất sắc nhất" với bộ phim Thâm cung nội chiến. Mặc dù được khán giả đánh giá rất cao, cô vẫn chịu thất bại và nó đã gây ra cuộc tranh luận về sự gian lận trong quá trình bầu chọn..
Năm 2009 và 2010, Đặng Tụy Văn giành được giải "Diễn viên nữ xuất sắc nhất" với hai bộ phim Xứng danh tài nữ (2009) và Nghĩa hải hào tình (2010). Cô là diễn viên nữ đầu tiên giành được giải thưởng này hai lần liên tiếp.
Ba bộ phim mà Đặng Tụy Văn tham gia là Thâm cung nội chiến, và Xứng danh tài nữ đều giành được giải "Phim hay nhất" tại Giải thưởng thường niên TVB năm 2004 và 2009.

## Tác phẩm phim ảnh

### Phim truyền hình

#### TVB
| Năm phát sóng | Tên phim gốc       | Tên phim gốc                                | Tên phim tiếng Việt                       | Vai diễn | Ghi chú                                                       |
| ------------- | ------------------ | ------------------------------------------- | ----------------------------------------- | --- | ------------------------------------------------------------- |
| 1985          | 薛仁貴征東         | The Legend of the General Who Never Was     | Tiết Nhơn Quý chinh Đông                  | Liễu Kim Hoa | Vai chính / đóng cặp với Vạn Tử Lương                         |
| 1985          | 六指琴魔           | The Possessed                               | Lục chỉ cầm ma                            | Đoan Mộc Hồng | Vai chính / đóng cặp với Ngô Khải Hoa                         |
| 1985          | 開心女鬼           | Happy Spirit                                | Khai tâm nữ quỷ (Nữ quỷ si tình)          | Dương Khả Nhi | Vai chính                                                     |
| 1986          | 遁甲奇兵           | Brothers Under the Skin                     | Độn giáp kỳ binh (Phò chánh diệt tà)      | Lăng Thái Nguyệt / Tiểu Quyên | Vai chính / đóng cặp với Huỳnh Nhật Hoa                       |
| 1986          | 黄大仙             | The Legend of Wong Tai Sin                  | Hoàng Đại Tiên                            | Độc cô Tố Tố | Vai phụ                                                       |
| 1986          | 倚天屠龍記         | The New Heavenly Sword and the Dragon Sabre | Cô gái Đồ Long                            | Chu Chỉ Nhược | Vai chính / đóng cặp với Lương Triều Vỹ                       |
| 1987          | 大城小子           | The Greenhorns                              | Đại thành tiểu tử                         | Cốc Tiểu Nhã | Vai chính                                                     |
| 1987          | 新紮師兄1988       | Police Cadet 1988                           | Cảnh sát mới ra trường III                | Trình Nguyệt Như | Vai phụ                                                       |
| 1988          | 旭日背后           | The In-Between                              | Sau ánh mặt trời                          | Giang Gia Dao | Vai chính                                                     |
| 1988          | 太平天國           | Twilight of a Nation                        | Thái Bình thiên quốc                      | Hàn Bảo Anh | Vai chính                                                     |
| 1988          | 义薄云天           |                                             | Nghĩa bạc vân thiên                       | Đinh Hiểu Quân | Vai chính                                                     |
| 1988          | 都市方程式         | Everybody's Somebody's Favourite            | Đô thị tình duyên                         | Carol | Vai phụ                                                       |
| 1989          | 万家传说           | The Vixen's Tale                            | Vạn gia truyền thuyết                     | Cổ Nguyệt / Hồ Thiên Thiên / Thái Trà                                                                                                   | Vai phụ/couple with Quách Tấn An                              |
| 1989          | 决战皇城           |                                             | Quyết chiến hoàng thành                   | Hoàng Nhan Tiểu Ngọc - Quận chúa Nhan Nguyên Lãnh Nguyệt                                                                                | Vai phụ/couple with Trịnh Thiếu Thu                           |
| 1989          | 花月佳期           | I Do, I Do                                  | Hoa nguyệt giai kỳ                        | Lỵ Lỵ (Lily) | Vai chính                                                     |
| 1989          | 天變               | The War Heroes                              | Thiên biến                                | Đổng Hương Nhi | Vai chính / đóng cặp với Quách Tấn An                         |
| 1989          | 俠客行             | Ode to Gallantry                            | Hiệp khách hành                           | Đinh Đang | Vai chính / đóng cặp với Lương Triều Vỹ                       |
| 1990          | 优皮干探           | The Enforcers Experience                    | Ưu tuyệt thần thám                        | Trình Khải Gia | Vai chính / đóng cặp với Thiệu Trọng Hành                     |
| 1990          | 又是冤家又聚頭     | Friends and Lovers                          | Vợ và người tình                          | Phương Hy Đồng | Vai chính/ đóng cặp với Lý Tử Hùng, Ngô Trấn Vũ và ?          |
| 1991          | 灰網               | On the Edge                                 | Mạng lưới tuyệt vọng                      | Vương Quân Nghiên | Vai chính / đóng cặp với Ôn Triệu Luân                        |
| 1992          | 血濺塘西           | Once Upon a Time in Hong Kong               | Huyết tiễn đường Tây (Bóng tối Hồng Kông) | Bành Hồng | Vai chính / đóng cặp với Vương Kiệt & Ngô Đại Dung            |
| 1993          | 南俠展昭           | Zhan Zhao: The Southern Hero                | Nam hiệp Triển Chiêu (Mưu đồ hoạn quan)   | Phạm Đề | Vai chính / đóng cặp với Ngũ Vệ Quốc                          |
| 1994          | 生死訟             | The Intangible Truth                        | Sự thật vô hình                           | Mã Khiết | Vai phụ/couple with Liêu Khải Trí                             |
| 1994          | 再見亦是老婆       | Fate of the Clairvoyant                     | Số phận kẻ siêu phàm                      | Thang Mẫn Dung | Vai phụ/couple with Lâm Vỹ                                    |
| 1994          | 豪門插班生         | Filthy Rich                                 | Kẻ giàu có bần tiện                       | Kim Ức Liên | Vai chính / đóng cặp với Liêu Vỹ Hùng                         |
| 1995          | 廉政英雌之火枪柔情 | Sharp Shooters                              | Ba nữ cảnh sát thiện xạ                   | Poon Wai-yan-Phan Ủy Hân | Vai chính / đóng cặp với Lý Tử Hùng                           |
| 1995          | 壹号皇庭IV         | The File of Justice IV                      | Hồ sơ công lý IV                          | Ân Chỉ Kiệt (Joyce) | Vai chính / đóng cặp với Âu Dương Chấn Hoa & Lâm Bảo Di       |
| 2000          | Loving you我愛你   | The Threat of Love (Loving You)             | Mặt trái của tình yêu I                   | Trình Gia Tư (Diana) / Dương Hồng / My Anh / Mậu Học Tuệ / Thái Lệ Ngọc Vợ Mã Chí Văn / Phương Dao / Lệ Phấn / Diệp Diệu Như / Tiếu Nam | Vai chính                                                     |
| 2000          | 妙手仁心II         | Healing Hands II                            | Bàn tay nhân ái II                        | Từ Gia Vịnh | Vai phụ                                                       |
| 2001          | 娛樂反斗星         | Screen Play                                 | Sóng gió phim trường                      | Cái Oanh Tinh | Vai chính / đóng cặp với Âu Dương Chấn Hoa                    |
| 2001          | 酒是故鄉醇         | Country Spirit                              | Hương đồng gió nội (Hương rượu tình nồng) | Cổ Dao (Cô Út) | Vai chính / đóng cặp với Lâm Gia Đống & Nguyên Hoa            |
| 2002          | 點指賊賊賊捉賊     | Good Against Evil                           | Thiện ác đối đầu                          | Tử Bồ Đào (Lưu Tiểu Bồ) | Vai phụ/couple with Thạch Tu                                  |
| 2003          | Loving you我愛你2  | The Threat of Love II (Loving You 2)        | Mặt trái của tình yêu II                  | Đinh Nguyệt Oánh / Chu Tú Bình / Mỹ / Phương Ỷ Lỵ / Karen / Trương Phàm                                                                 | Vai chính                                                     |
| 2003          | 戀愛自由式         | Aqua Heroes                                 | Khát vọng tuổi trẻ                        | Thủy Kiện Nhi (Sandy) | Vai phụ                                                       |
| 2004          | 金枝慾孽           | War and Beauty                              | Thâm cung nội chiến                       | Nữu Hỗ Lộc Như Nguyệt (Như Phi) | Vai chính                                                     |
| 2005          | 御用閒人           | The Princes Shadow                          | Bóng vua                                  | Tô Tam (Tam Cô Nương) | Vai chính / đóng cặp với Trịnh Thiếu Thu                      |
| 2006          | 女人唔易做         | La Femme Desperado                          | Đáng mặt nữ nhi                           | Hải Kiều (Hillda) | Vai chính / đóng cặp với Tạ Thiên Hoa                         |
| 2007          | 師奶兵團           | The Family Link                             | Thử thách hôn nhân (Binh đoàn nội trợ)    | Mông Gia Gia (Monica) | Vai chính / đóng cặp với Tạ Thiên Hoa                         |
| 2007          | 岁月风云           | The Drive of Life                           | Vòng xoáy cuộc đời (Tuế nguyệt phong vân) | Uông Thiệu Phấn (Fanny/Thím Út) | Vai chính / đóng cặp với Miêu Kiều Vỹ & Ngũ Vệ Quốc           |
| 2008          | 尖子攻略           | Your Class or Mine                          | Oan gia tương phùng                       | Nghiêm Gia Lệ (Kelly, Thần A) | Vai chính / đóng cặp với Âu Dương Chấn Hoa & Quách Chính Hồng |
| 2009          | 巾幗梟雄           | Rosy Business                               | Xứng danh tài nữ                          | Khang Bảo Kỳ/ Khang Bảo Yến (Tứ phu nhân)                                                                                               | Vai chính / đóng cặp với Lê Diệu Tường                        |
| 2010          | 巾幗梟雄之義海豪情 | No Regrets                                  | Nghĩa hải hào tình                        | Trịnh Cửu Muội (Cô Cửu) | Vai chính / đóng cặp với Lê Diệu Tường                        |
| 2013          | 金枝慾孽貳         | Beauty at War (War and Beauty 2)            | Thâm cung nội chiến II                    | Nữu Hỗ Lộc Như Nguyệt (Như Phi) | Vai chính                                                     |

#### ATV
| Năm phát sóng | Tên phim gốc                | Tên phim gốc              | Tên phim tiếng Việt                        | Vai diễn                          | Ghi chú                                               |
| ------------- | --------------------------- | ------------------------- | ------------------------------------------ | --------------------------------- | ----------------------------------------------------- |
| 1996          | 我和春天有个约会            | I Have a Date with Spring | Ước mộng tình xuân                         | Diêu Tiểu Điệp                    | Vai chính / đóng cặp với Giang Hoa                    |
| 1996          | 再見艷陽天                  | The Good Old Days         | Ngày mai trời lại sáng (Loạn thế tình thù) | Trương Văn Phụng / Chung Tâm Minh | Vai chính / đóng cặp với Lâm Vỹ & Mã Cảnh Đào         |
| 1997          | 国际刑警1997 (國際刑警1997) | Interpol                  | Hình cảnh quốc tế                          | La Tử Ngôn (Cách Cách)            | Vai chính / đóng cặp với Quan Lễ Kiệt & Lưu Tùng Nhân |

#### ViuTV
| Năm phát sóng | Tên phim gốc | Tên phim gốc          | Tên phim tiếng Việt | Vai diễn               | Ghi chú                                |
| ------------- | ------------ | --------------------- | ------------------- | ---------------------- | -------------------------------------- |
| 2019          | 婚內情       | Till Death Do Us Part | Nội tình hôn nhân   | Mã Thục Sương (Sharon) | Vai chính / đóng cặp với Trần Cẩm Hồng |

#### Đại lục
| Năm phát sóng | Tên phim gốc                    | Tên phim gốc                                    | Tên phim tiếng Việt                             | Vai diễn                              | Ghi chú                              |
| ------------- | ------------------------------- | ----------------------------------------------- | ----------------------------------------------- | ------------------------------------- | ------------------------------------ |
| 2005          | 徽娘宛心                        |                                                 | Huy nương Uyển Tâm (Uyển Tâm)                   | Tiêu Quế Hương                        | Vai phụ                              |
| 2006          | 青城之恋                        |                                                 | Thanh thành chi luyến (Tình yêu và số phận)     | Mai Lan                               | Vai chính/ đóng cặp với Lâm Bảo Di   |
| 2008          | 牌坊下的女人                    | The Woman under the Archway                     | Phụ nữ dưới tấm bài phương (Phía sau danh vọng) | Hà Kỳ Trinh                           | Vai chính/couple with Khấu Chấn Hải  |
| 2009          | 玫瑰江湖                        |                                                 | Mai khôi giang hồ                               | Ân Tuyết Hàm                          | Vai phụ / đóng cặp với Lưu Tùng Nhân |
| 2011          | 新还珠格格                      | New My Fair Princess                            | Tân Hoàn Châu cách cách                         | Kế Hoàng hậu (Ô Lạt Na Lạp Cảnh Nhàn) | Vai phụ/ đóng cặp với Khưu Tâm Trí   |
| 2012          | 倾城雪 (美人如画)               | Allure Snow                                     | Khuynh thành tuyết (Mỹ nhân như họa)            | Bạch Ngọc Cầm                         | Vai phụ                              |
| 2013          | 棋逢对手                        | Love is Not For Sale                            | Kỳ phùng địch thủ (Đối thủ tình trường)         | Tô San Na (Susanna)                   | Vai phụ                              |
| 2014          | 美人制造                        | Cosmetology High                                | Chế tạo mỹ nhân                                 | Võ Tắc Thiên                          | Vai phụ                              |
| 2017          | 繁星四月                        | April Star                                      | Phồn Tinh Tứ Nguyệt (Đứa con khác họ)           | Thôi Phụng Bình                       | Vai phụ                              |
| 2020          | 穿盔甲的少女                    | My Unicorn Girl                                 | Thiếu nữ mang khôi giáp                         | Trình Mẫn Ly                          | Khách mời (Tập 1, 15-17, 21-23)      |
| 2021          | 你的名字我的姓氏                | One Given Never Forgotten                       | Tên của em, họ của anh                          | Tưởng Bội San (Paisley)               | Vai phụ                              |
| 25/11/2022    | 我们的当打之年 (是全新的30岁啊) | Women Walk The Line                             | Khi phái nữ đứng lên                            | Phó Mai                               | Vai phụ                              |
| 2023          | 九义人                          |                                                 | Cửu Nghĩa Nhân                                  | Ninh Quốc Công Phu Nhân               |                                      |
| Chưa biết     | 傾城亦清歡                      | The Emperor's Love                              | Khuynh Thành Diệc Thanh Hoan                    | Hồ Điệp Phu Nhân                      | Vai phụ                              |
| Chưa biết     | 爱在风起云涌时 (风雷急)         | Love in the Storm (Love in the Wind and Clouds) | Phong lôi cấp                                   | Phó Ngọc Hà                           | Vai chính / đóng cặp với Lữ Lương Vỹ |

#### Đài Loan
| Năm phát sóng | Tên phim gốc              | Tên phim gốc          | Tên phim tiếng Việt               | Vai diễn            | Ghi chú |
| ------------- | ------------------------- | --------------------- | --------------------------------- | ------------------- | ------- |
| 1997          | 施公奇案                  |                       | Thi Công kỳ án - Ngòi bút Lão Tân | Tang Tiểu Hoan      | Vai phụ |
| 1997          | 施公奇案                  |                       | Thi Công kỳ án - Mẫu thân A Hà    | A Hà                | Vai phụ |
| 2001          | 少年英雄之洪文定 (洪文定) |                       | Thời niên thiếu Hồng Văn Định     | Yên Thập Nhất Nương | Vai phụ |
| 2003          | 倩女幽魂                  | A Chinese Ghost Story | Thiện nữ u hồn                    | Tố Thiên Tâm        | Vai phụ |

### Phim điện ảnh
| Năm phát sóng | Tên phim gốc            | Tên phim gốc                             | Tên phim tiếng Việt            | Vai diễn                | Ghi chú                                  |
| ------------- | ----------------------- | ---------------------------------------- | ------------------------------ | ----------------------- | ---------------------------------------- |
| 1987          | 逼娼为良                | Guilty feeling                           | Bức xướng vi lương             | Tiểu Quyên (Susie)      | Vai chính / đóng cặp với Huỳnh Nhật Hoa  |
| 1987          | 程太與我                |                                          |                                | Hồ Khả Hân              | Vai chính/ đóng cặp với Trịnh Đan Thuỵ   |
| 1989          | 小男人周記              | The Yuppie Fantasia                      |                                | Cora                    | Vai phụ                                  |
| 1989          | 火舞儷人                | Club Girls                               | Hỏa vũ lệ nhân                 | Lệ Văn                  | Vai chính                                |
| 1989          | 天涯路客                | Out of bravery                           | Thiên nhai lộ khách            | Ân Tố Mị                | Vai chính / đóng cặp với Lý Tử Hùng      |
| 1989          | 末世惊情之梦杀 (梦杀)   |                                          | Mạt thế kinh tình chi mộng sát | Tống Thục Văn           |                                          |
| 1990          | 絕橋智多星 (龍虎大老千) | The Big Score                            |                                | A Linh                  | Vai phụ                                  |
| 1990          | 玄女幽魂 (九天玄女)     | Angel or Whore (The Legend of Fairies)   | Cửu Thiên Huyền Nữ             | Trì Tiểu Ngọc           | Vai chính                                |
| 1991          | 何日君再來              | Au revoir mon amour (Till We Meet Again) | Ngày nào chàng trở lại         | Điệp viên Đảng Cộng Sản | Vai phụ                                  |
| 1992          | 龍之根                  | The Son of Dragon                        | Long chi căn                   | Tổ Nhi                  | Vai chính                                |
| 1993          | 江湖梦                  |                                          | Mộng giang hồ                  | Ôn Uyển Lan             | Vai chính / đóng cặp với Hạ Vũ           |
| 1999          | 星願                    | Fly me to Polaris                        | Tinh nguyện                    | Chị gái của Thu Nam     | Vai phụ                                  |
| 1999          | 梁婆婆重出江湖          | Liang Po Po: The Movie                   | Lương Bà Bà tái xuất giang hồ  | Chị Mun                 | Vai phụ                                  |
| 2000          | Call in 紅唇劫          | Red Lips                                 |                                |                         | Vai chính                                |
| 2000          | 沒有你，沒有我          | Eternal love                             |                                | Shirley                 | Vai phụ                                  |
| 2004          | 紅杏劫                  | The Quick-Step of Passion                | Hồng hạnh kiếp                 | Thẩm Gia Bảo (Cherrie)  | Vai chính / đóng cặp với Trịnh Thiếu Thu |
| 2004          | 親密殺機                | Double Crossing                          | Thân mật cơ sát (Mắc bẫy)      | Vạn Toa Hoa (Sabrina)   | Vai chính / đóng cặp với Ôn Triệu Luân   |
| 2004          | 當碧咸遇上奧雲          | When Beckham met Owen                    | Khi Beckham gặp Owen           | Mẹ của Đới Chí Vỹ       | Vai phụ                                  |
| 2005          | 瘦身                    | Slim Till Dead                           |                                | Trác Linh               | Vai chính / đóng cặp với Huỳnh Thu Sinh  |
| 2006          | 地老天荒                | Without Words                            |                                | Bà Trịnh                |                                          |
| 2006          | 龍虎門 (龍虎三皇)       | Dragon Tiger Gate                        | Long hổ môn                    | Mẹ của Vương Tiểu Long  | Vai phụ                                  |
| 2012          | 四大名捕                | The Four                                 | Tứ đại danh bổ I               | Kiều Nương              | Vai phụ/couple with Huỳnh Thu Sinh       |
| 2013          | 四大名捕 II             | The Four 2                               | Tứ đại danh bổ II              | Kiều Nương              | Vai phụ/couple with Huỳnh Thu Sinh       |
| 2014          | 四大名捕大結局          | The Four 3                               | Tứ đại danh bổ III             | Kiều Nương              | Vai phụ/couple with Huỳnh Thu Sinh       |
| 2016          | 驚心破 (惊心破/驚天破)  | Heartfall Arises                         | Kinh thiên phá                 | Bà Xa                   | Vai phụ/couple with Lưu Thanh Vân        |

### Kịch sân khấu
- 1991:《Cuộc hẹn hoa hậu》
- 1995:《Thượng Hải dưới mái hiên》
- 2014:《Người đàn ông không hẹn mà gặp》

## Giải thưởng
Giải thưởng thường niên TVB
- Nữ diễn viên chính xuất sắc nhất [5]
  - 2009: Xứng danh tài nữ (Rosy Business)
  - 2010: Nghĩa hải hào tình (No Regrets)
- Nữ diễn viên phụ xuất sắc nhất [6][7]
  - 2003: Mặt trái của tình yêu 2 (The Threat of Love II)
  - 2004: Thâm cung nội chiến (War and Beauty)

Giải thưởng thường niên Minh Báo
- Nữ diễn viên truyền hình xuất sắc nhất
  - 2004: Thâm cung nội chiến
  - 2009: Xứng danh tài nữ
  - 2011: Nghĩa hải hào tình

Giải thưởng truyền hình Astro
- 2005
  - Mười hai nhân vật truyền hình được yêu thích nhất (Nữu Hỗ Lộc Như Nguyệt - Thâm Cung Nội Chiến)
  - Cảnh phim khó quên nhất (Tiểu Cách Cách chết, Như Phi khóc và cầu xin ông trời trả lại mạng sống cho Tiểu Cách Cách - Thâm Cung Nội Chiến)
- 2007
  - Mười hai nhân vật truyền hình được yêu thích nhất (Hải Kiều (Hilda) - Đáng Mặt Nữ Nhi)

Lễ trao giải AOD của tôi được yêu thích nhất
- 2010: 
  - Mười nhân vật truyền hình được yêu thích nhất (Trịnh Cửu Muội - Nghĩa Hải Hào Tình)

Giải thưởng One TV
- Mười nghệ sĩ truyền hình được yêu thích nhất
  - 2005: Hạng nhất
  - 2010: Hạng nhất
  - 2011: Hạng ba

Giải thưởng Ngôi sao và TVB
- 2011: Nhân vật nữ truyền hình được yêu thích (Trịnh Cửu Muội - Nghĩa Hải Hào Tình)

Giải thưởng Hoa Đỉnh
- 2011: Nữ diễn viên phụ xuất sắc nhất (Kế Hoàng Hậu - Tân Hoàn Châu Cách Cách)

Các giải thưởng khác
| Năm  | Lễ trao giải/Tổ chức                                                       | Giải thưởng | Ghi chú                                       |
| ---- | -------------------------------------------------------------------------- | --- | --------------------------------------------- |
| 2004 | YAHOO! Giải thưởng về mức độ phổ biến trong tìm kiếm                       | Nữ nghệ sĩ truyền hình nổi tiếng nhất                                                                            |                                               |
| 2004 | Giải trí Gypsophila                                                        | Nữ diễn viên nổi tiếng nhất                                                                                      |                                               |
| 2004 | Giải trí Gypsophila                                                        | Nhân vật phản diện phổ biến nhất                                                                                 | Nữu Hỗ Lộc Như Nguyệt (Thâm Cung Nội Chiến)   |
| 2004 | Đài Metro                                                                  | "Điểm đen và trắng của giải trí mới góc nhìn trực quan lễ trao giải 2004" - Giải thưởng nghệ thuật biểu diễn đen |                                               |
| 2004 | Đài Metro                                                                  | Nữ diễn viên xuất sắc nhất                                                                                       |                                               |
| 2004 | Đài truyền hình HongKong                                                   | "Đường đầu tiên của ánh sáng 2004 - Cuộc bầu cử nhân vật bóng tối" - Giải thưởng nữ diễn viên bóng tối           |                                               |
| 2004 | Sina HongKong                                                              | Mười nhân vật có sức ảnh hưởng lớn                                                                               | Hạng thứ tư                                   |
| 2005 | 《FarmX Teen Power B-Day Party》                                           | Người dẫn chương trình phát thanh được yêu thích nhất                                                            |                                               |
| 2005 | Liên hoan Phương Nam - Lễ trao giải thường niên Đài truyền hình Phương Nam | Nữ diễn viên truyền hình xuất sắc nhất năm                                                                       | Thanh Thành Chi Luyến                         |
| 2007 | Xincheng Entertainment Channel "Dianzheng Entertainment News King"         | Nữ hoàng truyền hình                                                                                             |                                               |
| 2009 | YAHOO! Giải thưởng về mức độ phổ biến trong tìm kiếm                       | Nữ nghệ sĩ truyền hình nổi tiếng nhất                                                                            |                                               |
| 2009 | Tencent - Lễ trao giải Tinh Quang Đại Điển hàng năm                        | Nữ diễn viên truyền hình Hong Kong và Đài Loan của năm                                                           |                                               |
| 2010 | TV Show 2010 - Giải thưởng truyền hình giải trí                            | Nhân vật nữ truyền hình được yêu thích nhất                                                                      | Trịnh Cửu Muội - Nghĩa Hải Hào Tình           |
| 2010 | “Barbara, tôi có đủ sức để nắm lấy nó.”                                    | Nữ diễn viên được cư dân mạng yêu thích nhất                                                                     |                                               |
| 2011 | Quốc kịch thịnh điển                                                       | Nữ diễn viên HongKong và Đài Loan được yêu thích nhất trên Internet của năm                                      | Trịnh Cửu Muội - Nghĩa Hải Hào Tình           |
| 2012 | Tencent - Lễ trao giải Tinh Quang Đại Điển hàng năm                        | Nữ diễn viên truyền hình Hong Kong và Đài Loan của năm                                                           | Kế Hoàng Hậu - Tân Hoàn Châu Cách Cách        |
| 2012 | Tinh thượng đại điển                                                       | Nhân vật truyền hình và điện ảnh kinh điển                                                                       |                                               |
| 2013 | Triển lãm Lady                                                             | Mười nhân vật nữ chính có năng lượng tích cực                                                                    | Nữu Hỗ Lộc Như Nguyệt - Thâm Cung Nội Chiến 2 |
| 2021 | OK! Magazine Awards                                                        | OK! Nữ diễn viên xuất sắc được yêu thích hàng năm                                                                |                                               |
| 2021 | Nữ diễn viên chất lượng của năm 2021                                       | |                                               |

## Chương trình giải trí

### TVB
| Năm  | Tên chương trình                                                                                   | Ghi chú                                                                        |
| ---- | -------------------------------------------------------------------------------------------------- | ------------------------------------------------------------------------------ |
| 1986 | Ngôi sao chào đón mùa xuân (群星献瑞喜迎春)                                                        |                                                                                |
| 1986 | Bán kết cuộc thi Hoa hậu truyền hình năm 1986 (1986年电视小姐竞选准决赛)                           |                                                                                |
| 1987 | TVB kỷ niệm 20 năm (翡翠群星二十年)                                                                |                                                                                |
| 1988 | Các ngôi sao tụ hội tại Kuala Lumpur (星光闪聚吉隆坡)                                              |                                                                                |
| 1988 | Cuộc thi tiếp sức ngân hà 1988 (1988 银河接力大赛)                                                 |                                                                                |
| 1989 | Khách mời đêm cuối tuần (周末夜游人)                                                               | Khách mời - Kỳ 13                                                              |
| 1990 | Câu lạc bộ Tiên phong Truyền hình (电视先锋群星会)                                                 |                                                                                |
| 1994 | Học viện ái tình công khai (爱情公开学院)                                                          |                                                                                |
| 1995 | Vẻ đẹp Peru, Amazon Brazil đặc biệt (寰宇风情 秘鲁、巴西亚马逊特辑)                                | Chủ trì                                                                        |
| 1995 | Phục hồi chức năng (花弗新世界)                                                                    |                                                                                |
| 1995 | Lucky Star (运财智叻星)                                                                            | Kỳ 9                                                                           |
| 1999 | 反斗旅游俱乐部 IV                                                                                  |                                                                                |
| 1999 | Chương trình Happy Chest House (公益金屋开心SHOW)                                                  | Khách mời - Kỳ 11                                                              |
| 1999 | Chua Lam - Hơi thở của thể giới (蔡澜叹世界)                                                       | Nam Phi                                                                        |
| 1999 | Kinh thiên động địa trưởng môn nhân (Super Trio Series 4: The Super Trio Mega Show/惊天动地奖门人) | Khách mời - Tập 24                                                             |
| 1999 | 2000 Giờ chào đón kỷ nguyên huy hoàng của thiên niên kỷ (2000小时迎千禧之光辉纪元出状元)           |                                                                                |
| 2000 | Vũ trụ vô địch trưởng môn nhân (宇宙无敌奖门人/Super Trio Show)                                    | Khách mời - Kỳ 14(Hòa)                                                         |
| 2001 | Công ích vui vẻ đại phú ông (公益开心大富翁)                                                       |                                                                                |
| 2001 | Du lịch thật sự cảm thụ (旅游韩国真的感受)                                                         | Chủ trì - Kỳ 25+26(Hàn Quốc)                                                   |
| 2001 | Danh nhân Bồ điểm ăn những món ăn nổi tiếng (名人蒲点食名菜)                                       | Khách quý chủ trì - Phần 11+12+13                                              |
| 2001 | HongKong hiếu khách đầy thú vị (好客香港攞满FUN)                                                   |                                                                                |
| 2001 | Một trong những (一笔out消)                                                                        |                                                                                |
| 2002 | Du lịch Hàn Quốc III (旅游韩国真程趣III)                                                           |                                                                                |
| 2002 | Đại học quần anh chạy vượt địa hình (大学群英越野狂奔)                                             | Chủ trì                                                                        |
| 2002 | Trên bờ vực của (一触即发)                                                                         |                                                                                |
| 2004 | Du lịch Bali vui vẻ gấp đôi (巴厘加倍开心之旅)                                                     |                                                                                |
| 2004 | Cảm giác du lịch sáng tạo (旅创新感受)                                                             |                                                                                |
| 2004 | Phỉ thúy thực lực phái (翡翠实力派)                                                                |                                                                                |
| 2004 | Thành phố giải trí (都市闲情)                                                                      |                                                                                |
| 2004 | Khánh đài TVB 2004 (万千星辉贺台庆2004)                                                            |                                                                                |
| 2004 | Lễ trao giải Bài hát vàng TVB8 (TVB8金曲榜颁奖典礼)                                                | Trao giải cho khách mời                                                        |
| 2004 | Tiếp tục vô địch trưởng môn nhân (The Super Trio Continues/继续无敌奖门人)                         | Tập 6                                                                          |
| 2006 | | Tập 16-18 with Lê Diệu Tường, Thương Thiên Nga, Mã Quốc Minh, Diệp Đồng, Shine |
| 2006 | Vương Tinh (Star Yule King/星级育乐王)                                                             |                                                                                |
| 2006 | Lớn và cẩn thận (Big Heart and Careful/心大心细)                                                   | Tập 1                                                                          |
| 2007 | Vung tiền quá trớn (一掷千金)                                                                      |                                                                                |
| 2007 | Vấn đề giải trí (Is That Right?/问题娱乐圈)                                                        | Tập 14                                                                         |
| 2009 | Starry Kitchen (Star Kitchen/星级厨房)                                                             | Khách mời cùng Lê Diệu Tường                                                   |
| 2009 | TVB512 thể hiện lại sự quan tâm(TVB512再展关怀)                                                    |                                                                                |
| 2009 | Be my guest (志云饭局)                                                                             | Khách mời - Tập 125(ngày 30/05/2009)                                           |
| 2009 | Sparkle will (Club Sparkle/星星同学会)                                                             | Tập 20 (ngày 31/05/2009)                                                       |
| 2009 | Một chút cảm động (霎时感动)                                                                       | Khách mời - Tập 90(19/06/2009) + Tập 107(14/07/2009)                           |
| 2009 | Quỹ từ thiện "Vạn chúng đồng tâm" (万众同心公益金)                                                 |                                                                                |
| 2009 | Beautiful Cooking Season 2(美女厨房)                                                               | Khách mời (Người chơi) - Tập 15 with dàn cast Xứng Danh Tài Nữ                 |
| 2009 | Bách Độ Tôi Tìm Bạn (至8女人心)                                                                    | Khách mời - Tập 1(08/11/2009)                                                  |
| 2009 | Khánh đài TVB 2009                                                                                 |                                                                                |
| 2009 | Lễ trao giải thường niên của TVB năm 2009 (2009年万千星辉颁奖典礼)                                 |                                                                                |
| 2009 | Today VIP (今日VIP)                                                                                |                                                                                |
| 2010 | Chương trình Radio 2010                                                                            | Tuyên truyền Nghĩa Hải Hào Tình                                                |
| 2010 | Today VIP (今日VIP)                                                                                | 26/11/2010                                                                     |
| 2010 | Big4 đại tứ hỉ(Big4 大四喜)                                                                        | Tập 7(12/06/2010)                                                              |
| 2010 | Khi La Huệ Quyên gặp Cô Cửu (当罗慧娟遇上九姑娘)                                                   |                                                                                |
| 2010 | Khánh đài TVB lần thứ 43 (TVB43年 快乐力量迎台庆/万千星辉贺台庆2010)                               |                                                                                |
| 2010 | Lễ trao giải thường niên của TVB năm 2010 (2010年万千星辉颁奖典礼)                                 |                                                                                |
| 2011 | Bếp của Louisa (和味苏)                                                                            | Tập 15 (13/02/2011)                                                            |
| 2011 | Today VIP (今日VIP)                                                                                |                                                                                |
| 2011 | Lễ trao giải thường niên của TVB năm 2011 (2011年万千星辉颁奖典礼)                                 | Khách mời trao giải "Nam diễn viên chính xuất sắc nhất"                        |
| 2013 | Today VIP (今日VIP)                                                                                |                                                                                |
| 2016 | Lễ trao giải thường niên của TVB năm 2016 (2016年万千星辉颁奖典礼)                                 | Khách mời trao giải "Phim truyền hình hay nhất" cùng Lê Diệu Tường             |
| 2017 | Âm thanh của Chúa, cuộc sống của A Hàng- Chương trình truyền hình TVB Pearl (恩雨之声 生命中的A货) |                                                                                |
| 2017 | Cộng sự tốt nhất                                                                                   | Khách mời cùng Lê Diệu Tường                                                   |

### Các chương trình khác
| Năm  | Tên chương tình                                                                                           | Ghi chú                                                                         |
| ---- | --- | ------------------------------------------------------------------------------- |
| 1988 | Chuỗi bong bóng (连环泡)                                                                                  | Đài truyền hình Đài Loan                                                        |
| 1999 | Đài Loan hồng bất nhượng (台湾红不让)                                                                     | Đài Loan                                                                        |
| 2004 | Họp báo minh tinh (明星记者会)                                                                            | Đài Bắc Kinh                                                                    |
| 2005 | Tường thuật cho bộ phim tài liệu Phúc Âm "Con tàu của Noah" (The Days of Noah/福音纪录片《挪亚方舟》旁白) |                                                                                 |
| 2005 | Giải thượng Điện ảnh HongKong lần thứ 24 (第24届香港电影金像奖)                                           | Khách mời danh dự trao giải "Nữ diễn viên phụ xuất sắc nhất (cùng Liêu Khải Tri |
| 2005 | Concert của Trịnh Thiếu Thu (郑少秋家传户晓演唱会)                                                        | Khách mời                                                                       |
| 2005 | Phụ nữ tôi là lớn nhất (女人我最大)                                                                       |                                                                                 |
| 2007 | Tĩnh cự ly (静距离)                                                                                       | Đài truyền hình giải trí Trung Quốc                                             |
| 2009 | Quảng trường Người nổi tiếng(娱乐名人坊)                                                                  | Tencent                                                                         |
| 2009 | Sohu - Địa điểm tốt nhất (搜狐：最佳现场)                                                                 |                                                                                 |
| 2010 | Concert "Love Me" của Trịnh Tú Văn (郑秀文LoveMi演唱会)                                                   | Khách mời                                                                       |
| 2011 | Concert Unforgettable của Lưu Đức Hoa (刘德华Unforgettable演唱会)                                         | Khách mời                                                                       |
| 2011 | Dạ tiệc Lễ hội mùa xuân 2011(2011年春节联欢晚会)                                                          | Đài truyền hình Đông Phương Thượng Hải                                          |
| 2011 | Khoái lạc đại bản doanh (快乐大本营)                                                                      | Đài truyền hình Hồ Nam                                                          |
| 2011 | Đối thoại đỉnh cao (巅峰对话)                                                                             | Tencent                                                                         |
| 2011 | Chương trình Thời đại (年代秀)                                                                            | Đài truyền hình Thâm Quyến                                                      |
| 2011 | Ông hoàng ăn uống (吃饭皇帝大)                                                                            | Đài Loan TVBS                                                                   |
| 2011 | Phòng trực tiếp Sina                                                                                      |                                                                                 |
| 2011 | Hồng nhân phường (北青网：红人坊)                                                                         |                                                                                 |
| 2011 | Cao nhân võng (环球网：高人网)                                                                            |                                                                                 |
| 2012 | Hướng thượng khán tề (向尚看齐)                                                                           | Đài truyền hình Hải Nam                                                         |
| 2016 | Run For Time: Season 2 (全员加速中第二季)                                                                 | Đài truyền hình Hồ Nam_Khách mời - Tập 7                                        |
| 2016 | Vương bài đối vương bài (Ace vs Ace: Season 1/王牌对王牌)                                                 | Đài truyền hình Chiết Giang_Khách mời - Tập 9                                   |
| 2017 | Khóa giới ca vương (Crossover Singer: Season 2/跨界歌王第二季)                                            | Người tham gia                                                                  |
| 2020 | Sing or spin 2                                                                                            | Người tham gia - Tập 11                                                         |

### Chính kịch trên đài
| Năm  | Tên vở diễn               | Ghi chú        |
| ---- | ------------------------- | -------------- |
| 2006 | Dưới núi Sư Tử (狮子山下) | Giang Mỹ (Jan) |

### Dẫn chương trình Radio (Đài phát thanh Hồng Kông)
| Năm         | Tiết mục                       | Gi chú                             |
| 2005 - 2006 | Tính tại hữu tâm 2 (性在有心2) | với Cao Hạo Chính & Trình Thúy Vân |
| 2013        | Áp lực không giảm (压力不倒翁) |                                    |

### Ảnh lịch của TVB
- Tháng 9/2007: hợp tác cùng Trịnh Gia Dĩnh, Ngũ Vịnh Vy và Hướng Hải Lam
- Tháng 9/2008: hợp tác cùng Trần Mẫn Chi, Lê Tư, Lâm Bảo Di, Đường Thi Vịnh và Trần Mỹ Thi
- Tháng 9/2009: hợp tác cùng Trịnh Thiếu Thu, Tạ Thiên Hoa, Ngũ Vịnh Vy và Tào Mẫn Lỵ

## Âm nhạc

### Nhạc phim
| Tên bài hát                 | Tên phim                      | Tính chất      | Ghi chú |
| --------------------------- | ----------------------------- | -------------- | ------- |
| Mặc mặc canh vân (默默耕耘) | Phi trì mộng tưởng (飞驰梦想) | Bài hát chủ đề |         |

### MV
| Tên bài hát                 | Ca sĩ        | Ghi chú |
| --------------------------- | ------------ | ------- |
| Đệ nhất tích lệ (第一滴泪)  | Đàm Vịnh Lân | Cameo   |
| Yêu đến phát sốt (爱到发烧) | Lâm Tử Tường | Cameo   |

### Cuộc thi âm nhạc
| Năm  | Cuộc thi                                                              | Ghi chú                                                            |
| ---- | --------------------------------------------------------------------- | ------------------------------------------------------------------ |
| 1988 | Thượng Hải - Paris thế giới ca hát tranh tài (上海－巴黎世界歌唱比赛) | hợp tác với Lâm Mẫn Thông ca khúc: Biến mất trong gió (消失在风里) |

### Concert
| Ngày               | Concert | Ghi chú                                                                 |
| ------------------ | --- | ----------------------------------------------------------------------- |
| Ngày 10/10/2009    | Concert tại Mỹ (于美国开演唱会) | cùng với Lê Diệu Tường & Quan Cúc Anh                                   |
| Ngày 19/06/2010    | Concert tại Toronto, Canada (于加拿大多伦多开演唱会)                                                                                    | cùng với Lê Diệu Tường                                                  |
| Ngày 10-11/10/2011 | Concert "All Stars Gala Live In Genting" tại Genting, Malaysia (于马来西亚云顶举行“粒粒巨星汇云顶”演唱会)                               | cùng với Lê Diệu Tường & Mao Thuấn Quân                                 |
| Ngày 04/08/2012    | Concert tại Singapore (于新加坡举行演唱会)                                                                                              | cùng với Tiết Gia Yến, Tạ Thiên Hoa, Lâm Bảo Di, Ngao Gia Niên & Mã Tái |
| Ngày 05/10/2012    | Concert “Hong Kong Film Festival” tại Nhà hát Yunxing, Genting, Malaysia (于马来西亚云顶云星剧场举行“香港影视巨星劲爆云顶演唱会”演唱会) | cùng với Tiết Gia Yến, Tạ Thiên Hoa, Lâm Bảo Di & Ngao Gia Niên         |

## Quảng cáo
| Năm  | Nhãn hiệu/Sản phẩm                                                     | Ghi chú                   |
| ---- | ---------------------------------------------------------------------- | ------------------------- |
| 2009 | Mỹ phẩm Penny                                                          |                           |
| 2009 | OTO - phá vỡ sự lỏng lẻo                                               |                           |
| 2010 | Bột giặt White Story (Lion King White Story)                           |                           |
| 2010 | Japan Mingli Strong Skeleton                                           |                           |
| 2010 | Nước dinh dưỡng Rohton                                                 |                           |
| 2010 | Easy Dance 纤形22                                                      |                           |
| 2011 | Bảo hiểm Blue Cross (Blue Cross Insurance)                             | Hợp tác với Lê Diệu Tường |
| 2012 | Thuốc nhuộm tóc Salon De Pro                                           |                           |
| 2013 | Le Dao Sanqi (乐道三七)                                                |                           |
| 2016 | 50 の Tinh chất dưỡng và nuôi dưỡng tóc Megumi (50の惠 养润育发精华素) |                           |
| 2020 | Điện thoại thông minh dành cho người cao tuổi                          |                           |
| 2020 | Đồng hồ thông minh dành cho người cao tuổi                             | Hợp tác với cô La Lan     |